# Christopher Hornsrud
Christopher Andersen Hornsrud (15 novembre 1859 - 12 décembre 1960), est un homme d'État. Il est Premier ministre de la Norvège de janvier à février 1928. Il est le premier Premier ministre issu du Parti travailliste. Il est ensuite ministre des postes et est connu durant sa vieillesse pour son excellente connaissance de l'histoire politique norvégienne.